# پنیالبا د آبیلا
پنیالبا د آبیلا دهستانی در استان آبیلای اسپانیا است.
در این دهستان ۱۲۹ نفر زندگی می‌کنند. مساحت این دهستان ۲۳٫۴۹ کیلومتر مربع است.